# Miss Intercontinental 2012
Miss Intercontinental 2012 fue la cuadragésima primera (41.ª) edición del certamen Miss Intercontinental, correspondiente al año 2012; la cual se llevó a cabo el 23 de noviembre en Aquisgrán, Alemania. Candidatas de 53 países y territorios autónomos compitieron por el título. Al final del evento, Jessica Ann Hartman, Miss Intercontinental 2011 de Estados Unidos, coronó a Daniela Xanadú Chalbaud Maldonado, de Venezuela, como su sucesora.

## Resultados
| Posiciones                 | Candidata |
| -------------------------- | --- |
| Miss Intercontinental 2012 | - Venezuela - Daniela Xanadú Chalbaud Maldonado |
| Primera Finalista          | - Puerto Rico - Génesis María Dávila Pérez |
| Segunda Finalista          | - Inglaterra - Laura Ashfield |
| Tercera Finalista          | - Sudáfrica - Roxanne Amy Zeller |
| Cuarta Finalista           | - Tailandia - Natthida Pekkhad |
| Top 15                     | - Bélgica - Laetitia Maria Wastyn - Bolivia - Mariana García Mariaca - China - Wen Xiao Jing - Colombia - Ana Melissa Cano Rey - Costa Rica - Mariam Natasha Sibaja Bermúdez - España - Miriam Ruiz López - India - Bobby Layal - Letonia - Diana Kubasova - República Dominicana - Nayelin Marcel Aquino Serrano - Turquía - Betül Agabeyoglu |

### Reinas Continentales
| Continente     | Candidata                                       |
| -------------- | ----------------------------------------------- |
| África         | - Sudáfrica - Roxanne Amy Zeller                |
| Asia y Oceanía | - Tailandia - Natthida Pekkhad                  |
| Europa         | - Inglaterra - Laura Ashfield                   |
| Norteamérica   | - Puerto Rico - Génesis María Dávila Pérez      |
| Sudamérica     | - Venezuela - Daniela Xanadú Chalbaud Maldonado |

## Premiaciones
| Premio                 | Candidata                                              |
| ---------------------- | ------------------------------------------------------ |
| Miss Simpatía          | - Sri Lanka - Anupama Sharmani Wanaguru                |
| Miss Fotogénica        | - Egipto - Fatma Ahmed Fouda                           |
| Mejor Traje Nacional   | - Bolivia - Mariana García Mariaca                     |
| Mejor en Traje de Gala | - Letonia - Diana Kubasova                             |
| Mejor Cuerpo           | - República Dominicana - Nayelin Marcel Aquino Serrano |
| Mejor Sonrisa          | - República Eslovaca - Alexandra Klimelova             |

## Candidatas
53 candidatas compitieron por el título:
(En la tabla se utiliza su nombre completo, los sobrenombres van entrecomillados y los apellidos utilizados como nombre artístico, entre paréntesis; fuera de ella se utilizan sus nombres «artísticos» o simplificados).
| País/Territorio      | Candidata                         | Edad | Residencia               |
| -------------------- | --------------------------------- | ---- | ------------------------ |
| Alemania             | Susan Henry                       | 21   | Kassel                   |
| Australia            | Martina Obtulovic                 | 18   | Sídney                   |
| Bélgica              | Laetitia Maria Wastyn             | 20   | Amberes                  |
| Bolivia              | Mariana García Mariaca            | 24   | La Paz                   |
| Bonaire              | Saphira Elouise Janga             | 22   | Kralendijk               |
| Bosnia y Herzegovina | Semina Obradovic                  | 19   | Sarajevo                 |
| Brasil               | Priscilla Martins Alves           | 22   | Araújos                  |
| Canadá               | Kesiah Kathleen Liane Papasin     | 21   | Etobicoke                |
| China                | Wen Xiao Jing                     | 25   | Pekín                    |
| Colombia             | Ana Melissa Cano Rey              | 22   | Sogamoso                 |
| Costa Rica           | Mariam Natasha Sibaja Bermúdez    | 22   | San Isidro de El General |
| Curazao              | Stephanie Rose Chang              | 20   | Willemstad               |
| Dinamarca            | Iben Juel Nielsen                 | 20   | Kalundborg               |
| Egipto               | Fatma Ahmed Fouda                 | 21   | El Cairo                 |
| Escocia              | Sarah Pitt                        | 25   | Glasgow                  |
| España               | Miriam Ruiz López                 | 21   | Barcelona                |
| Estados Unidos       | Melissa Novak                     | 19   | Austin                   |
| Filipinas            | Camille Manalang Guevara          | 20   | Pórac                    |
| Gales                | Christi Janae Neveling            | 18   | Cardiff                  |
| Georgia              | Nino Makharadze                   | 21   | Tiflis                   |
| Guadalupe            | Stephie Emilien Moussa            | 20   | Basse-Terre              |
| Hungría              | Emerencia Bencsik                 | 24   | Gyömrő                   |
| India                | Bobby Layal                       | 22   | Ludhiana                 |
| Inglaterra           | Laura Ashfield                    | 25   | Old Basing               |
| Irlanda              | Alana McDonnell                   | 18   | Dublín                   |
| Japón                | Nanami Tsuyama                    | 27   | Tokio                    |
| Letonia              | Diana Kubasova                    | 23   | Riga                     |
| Líbano               | Jeanne Marie Konsol               | 22   | Tiro                     |
| Macedonia            | Ana Tanchevska                    | 18   | Štip                     |
| Malta                | Janica Camilleri                  | 23   | Xagħra                   |
| México               | Mittzy Delfina Ruschke Lira       | 19   | San Pedro Pochutla       |
| Noruega              | Melissa Andrea Mindaas-Tysse      | 23   | Bergen                   |
| Nueva Zelanda        | Avianca Böhm                      | 22   | Auckland                 |
| Países Bajos         | Laury Vogelzang                   | 18   | Róterdam                 |
| Panamá               | Astrid Caballero Santos           | 21   | Ciudad de Panamá         |
| Paraguay             | Claudia Kohl Grutzmann            | 18   | Juan Emilio O'Leary      |
| Polonia              | Anna Kowalska                     | 21   | Lodz                     |
| Portugal             | Indira Patricia Santos Ferreira   | 21   | Lubango                  |
| Puerto Rico          | Génesis María Dávila Pérez        | 22   | Arroyo                   |
| República Dominicana | Nayelin Marcel Aquino Serrano     | 23   | La Vega                  |
| República Eslovaca   | Alexandra Klimekova               | 23   | Pezinok                  |
| Rumania              | Sînziana Sîrghi                   | 18   | Galați                   |
| Rusia                | Valeriya Kirilenko                | 24   | Moscú                    |
| Singapur             | Daphne Ashok Lakhiani             | 26   | Ciudad de Singapur       |
| Sri Lanka            | Anupama Sharmani Wanaguru         | 24   | Colombo                  |
| Sudáfrica            | Roxanne Amy Zeller                | 18   | Pretoria                 |
| Suecia               | Kristina Ann-Margreth Glenn       | 21   | Malmö                    |
| Tailandia            | Natthida Pekkhad                  | 24   | Bangkok                  |
| Taiwán               | Cinzia Chang Shao Chuan           | 20   | Nantou                   |
| Turquía              | Betül Agabeyoglu                  | 18   | Colonia                  |
| Ucrania              | Tetiana Kozak                     | 19   | Kiev                     |
| Uruguay              | Tathiana Prisco Tarigo            | 23   | Florida                  |
| Venezuela            | Daniela Xanadú Chalbaud Maldonado | 21   | Caracas                  |

### Candidatas retiradas
- Etiopía - Melkam Michael Endale
- Mauricio - Ameeksha Devi Dilchand
- Nigeria - Uzoma Cynthia Anayaoku

## Datos acerca de las delegadas
Algunas de las delegadas del Miss Intercontinental 2012 han participado en otros certámenes internacionales de importancia:
- Susan Henry (Alemania) participó sin éxito en Miss Europa 2012.
- Laetitia Maria Wastyn (Bélgica) participó sin éxito en Miss Globe Internacional 2011 y Top Model of the World 2012.
- Mariana García Mariaca (Bolivia) participó sin éxito en Miss Mundo 2012 y Miss Grand Internacional 2013.
- Semina Obradovic (Bosnia y Herzegovina) fue ganadora de Miss Freedom of the World 2013.
- Kesiah Kathleen Liane Papasin (Canadá) participó sin éxito en Miss Continente Americano 2012.
- Ana Melissa Cano Rey (Colombia) participó sin éxito en Miss Continente Americano 2012.
- Mariam Natasha Sibaja Bermúdez (Costa Rica) fue semifinalista en Miss Turismo Internacional 2011 y participó sin éxito en Miss Internacional 2012, Reina Hispanoamericana 2013 y Miss Mundo 2014.
- Stephanie Rose Chang (Curazao) participó sin éxito en Miss Mundo 2012.
- Nanami Tsuyama (Japón) participó sin éxito en Miss Turismo Oriental 2012.
- Diana Kubasova (Letonia) participó sin éxito en Miss Tierra 2009, ganadora de Miss All Nations 2010, Miss Apollon 2014 y Miss Multiverse 2018, primera finalista en Miss Bikini Internacional 2010, segunda finalista en Miss Asia Pacifico Mundo 2012 y semifinalista en Miss Bikini Universo 2013 y Miss Supranacional 2013.
- Astrid Caballero Santos (Panamá) fue segunda finalista en Miss Latinoamérica 2012.
- Sînziana Sîrghi (Rumania) fue cuartofinalista en Miss Supranacional 2016.
- Anupama Sharmani Wanaguru (Sri Lanka) participó sin éxito en Miss Turismo Oriental 2012.
- Roxanne Amy Zeller (Sudáfrica) participó sin éxito en Miss Teen Mundo 2012.
- Kristina Ann-Margreth Glenn (Suecia) fue semifinalista en Miss Globe 2011.
- Cinzia Chang Shao Chuan (Taiwán) participó sin éxito en Miss Freedom of the World 2013 y Miss Mundo 2013, en este último representando a China Taipéi.

## Sobre los países en Miss Intercontinental 2012

### Naciones debutantes
- Japón

### Naciones que regresan a la competencia
Compitió por última vez en 2005:
- Sri Lanka

Compitió por última vez en 2007:
- Egipto

Compitieron por última vez en 2008:
- Bosnia y Herzegovina
- Escocia
- Gales

Compitieron por última vez en 2009:
- Irlanda
- Noruega
- Panamá

Compitieron por última vez en 2010:
- Bonaire
- Costa Rica
- Malta
- Taiwán

### Naciones ausentes
Argelia,  Argentina,  Armenia,  Austria,  Belice,  Bulgaria,  Corea del Sur,  El Salvador,  Estonia,  Etiopía,   Grecia,   Guatemala,  Honduras,  Jamaica,  Kazajistán,  Kosovo,  Luxemburgo,  Martinica,  Mauricio,  Perú y  República Checa no enviaron una candidata este año.